# مدیر ارشد خلاقیت
مدیر ارشد خلاقیت‌ (به انگلیسی: Chief creative officer) (مخفف شده به صورت CCO) بالاترین رتبه تیم خلاق در یک شرکت است. بسته به نوع شرکت، این موقعیت ممکن است مسئول ظاهر و حس کلی بازاریابی، رسانه و برندسازی مرتبط با شرکت باشد. همچنین مدیر ارشد خلاقیت ممکن است مسئولیت مدیریت، توسعه، و رهبری تیم مدیران خلاق، مدیران هنری، طراحان، و کپی‌نویسان، نویسندگی خلاق، یا مسئولیت برنامه‌ریزی بلندمدت/رزرو/داستان سرایی برای یک یا چند سال را بر عهده بگیرد.